# Cabasite-Ca

La cabasite-Ca è un minerale, un silicato tectosilicato, appartenente al gruppo delle zeoliti.
Si chiamava anche acadialite, nome ormai in disuso.

## Etimologia
Il nome di questo minerale è stato inizialmente trascritto come chabasie nel Journal d'Histoire, vol.II, p. 181 da Bosc d'Antic (1780) e fatto derivare dall'autore dal greco χαβάζιος, chabàzios, una delle 20 pietre nominate nella poesia orfica Lithikà, verso 758. Il nome che effettivamente è presente nei manoscritti della poesia è χαλάζιος, chalàzios, per cui il minerale avrebbe dovuto essere ridenominato in chalazite o chalasite, ma si è preferito mantenere il nome originale chabazite che, nelle pubblicazioni in lingua italiana, è divenuto cabasite.

## Forma in cui si presenta in natura
La cabasite si presenta con cristalli singoli romboedrici o pseudo-cubici, geminati per compenetrazione, secondo il pinacoide [0001], di colore bianco, non frequentemente, rossastri, verdastri o marroni. Raramente si ritrova anche in piramidi appiattite a sei facce (facoliti). I cristalli possono essere lunghi anche più di 1,5 cm. Cationi potassio (K), stronzio (Sr) e sodio (Na) possono sostituire parzialmente il catione calcio (Ca).

## Origine e giacitura
Si ritrova in druse nelle vescicole gassose, e nelle fratture dei basalti, nelle cavità pegmatitiche, nelle fessure alpine o nei filoni minerari. Spesso è associata ad altre zeoliti: stilbite, heulandite, scolecite, natrolite, phillipsite ma anche a calcite, aragonite, opale e quarzo. Si rinviene anche nei tufi vulcanici, quando la cabasite sostituisce i plagioclasi calcici alterati.

## Località di ritrovamento
In Italia, al Col del Lares, in Val di Fassa, all’isola Lachea ad Aci Trezza (Catania), nei basalti del Vicentino, nelle aree dei vulcani laziali e nelle geodi dei graniti di Baveno (Novara). Nell'isola di Viðoy, nell'arcipelago delle Isole Fær Øer, alle pendici del monte Malinsfjall. In Polonia, a Strzegom, si ritrova una cabasite di colore giallo. Si rinviene anche in Islanda nei basalti olivinici, dove è la zeolite più comune. Si è trovata in Groenlandia a Qeqertarsuaq e a Paterson in New Jersey (U.S.A.).

## Usi
Minerale d’interesse scientifico o collezionistico.